# 亞歷山德里夫卡 (海辛區)
48°31′41″N 29°5′31″E / 48.52806°N 29.09194°E
亞歷山德里夫卡（烏克蘭語：Олександрівка），是烏克蘭的村落，位於該國西南部文尼察州，由海辛區負責管轄，始建於1600年，面積4.35平方公里，海拔高度213米，2001年人口1,325。